# 丸福樓
丸福樓（まるふくろう、英: MARUFUKURO）は、2022年（令和4年）4月1日に、旧任天堂本社社屋をリニューアルして開業した京都府京都市下京区鍵屋町に所在する日本のホテル。
設計監修は建築家・安藤忠雄。運営会社は東京都千代田区に本社を置くプラン ドゥ シー（株式会社Plan・Do・See）。

## 概要

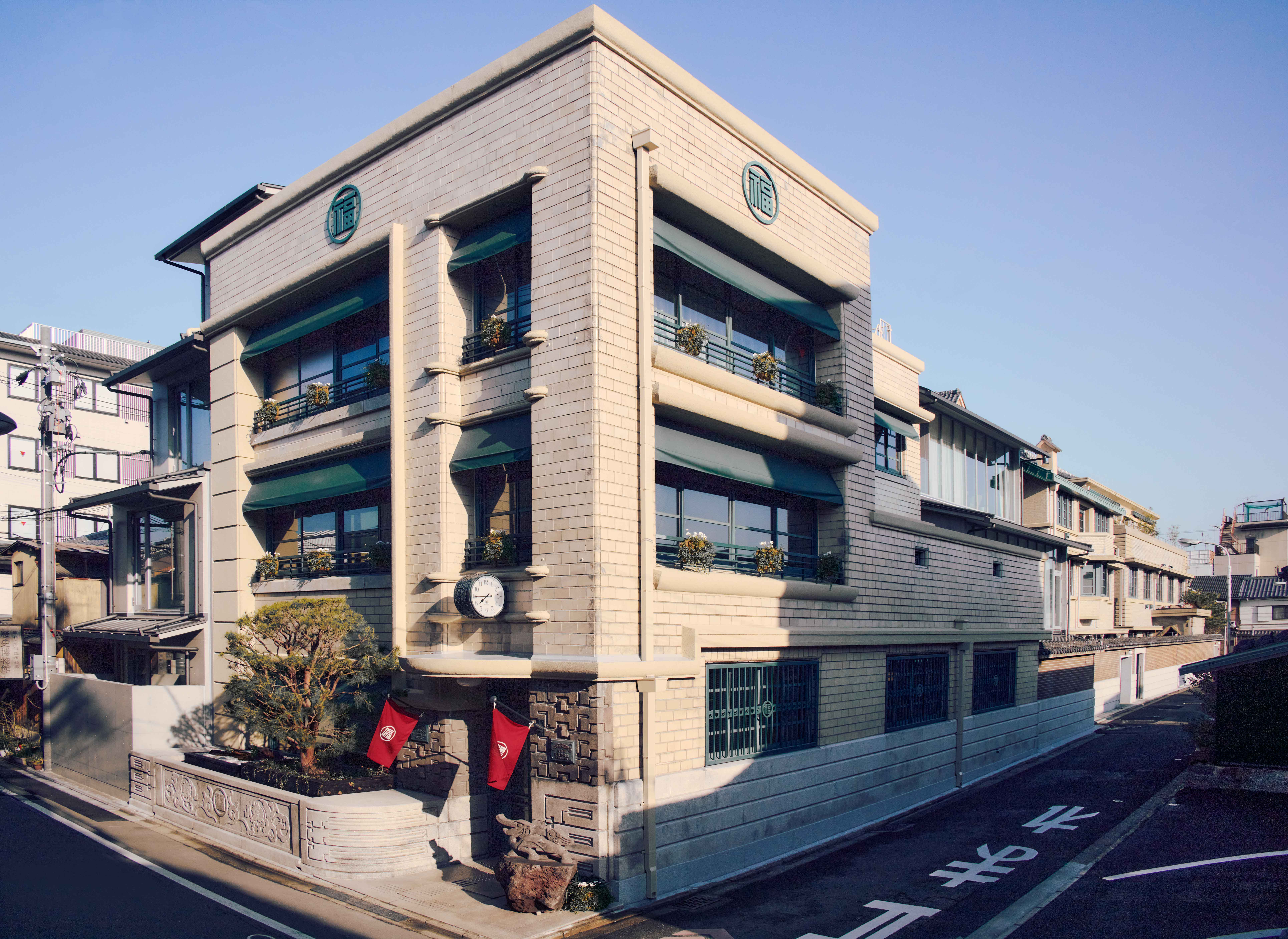
丸福樓 外観

名称は、任天堂が1947年に株式会社として設立された際の商号「丸福株式会社」に由来する。旧本社建物のほか、安藤忠雄が設計監修した新棟があり、両方を合わせて客室は18室（うちスイート7）が設けられている。
旧本社建物は1930年の竣工で、本社のほかに創業家である山内家の住居としても使用されていた。リノベーションに当たっては、資産管理する山内家側の要望で、内装や建築様式は従来の姿を可能な限り残している。
2022年3月29日と30日に内覧会とオープニングセレモニーが実施され、4月1日より開業した。

## 設備
旧本社は事務棟・住宅棟・倉庫棟の3棟で構成され、ホテルは新築された新棟を加えた4棟構成。それぞれトランプのスートの名前が付けられている。
スペード棟（旧事務棟）
- レセプション
- ゲストラウンジ
24時間オープン、ドリンクを提供する（宿泊ゲストは無料）。
- ライブラリー「dNA」
創業家・山内家が解釈する任天堂の歴史・文化を体現した空間。厳選された書籍や花札からインスピレーションを得たインタラクティブアートを陳列している[6]。バーカウンターを併設。SUPPOSE DESIGN OFFICEがデザインを手掛ける。
- 客室

ダイアモンド棟（新棟）
スペード棟とは一体化している。
- ダイニングラウンジ
24時間オープン。11 - 23時は軽食や飲み物を提供する（宿泊ゲストは無料）。
- 客室

ハート棟（旧住宅棟）
- 客室

クラブ棟（旧倉庫棟）
- レストラン「carta.」
料理家・細川亜衣が監修するレストラン。日本古来の調味料・薬味・発酵食品を隠し味に使用した夕食と朝食を提供する。
- 客室

## アクセス
- 京都駅から徒歩15分
- 京阪本線七条駅から徒歩約6分